# Frevillea rosaea
Frevillea rosaea är en kräftdjursart som beskrevs av Alphonse Milne-Edwards 1880. Frevillea rosaea ingår i släktet Frevillea och familjen Goneplacidae. Inga underarter finns listade i Catalogue of Life.